# Idioma buglere
El buglere, también conocido como bocotá o bokotá, es una lengua chibchense de Panamá estrechamente emparentada con el ngäbe. Esta lengua se habla principalmente en la provincia panameña de Veraguas. A lo largo del tiempo, los hablantes de bocotá migraron hacia el occidente de Panamá, estableciéndose principalmente en la provincia de Chiriquí, de ahí el origen del nombre "bocotá de Chiriquí".
Los hablantes de esta lengua se autodenominan buglé y llaman a su lengua buglere. Además, han adoptado el nombre de sabaneros para referirse a sí mismos y a su lengua como sabanero. Esta denominación proviene de una incorrecta interpretación realizada por algunos estudiosos, quienes consideraron al buglere como una variación dialectal del ngäbe.
La confusión probablemente se originó debido a la estrecha convivencia entre buglés y ngäbes, quienes emigraron juntos fuera de su territorio original. Desde la segunda mitad del siglo XX, han migrado desde Panamá hacia el sur de Costa Rica, asentándose principalmente en Limoncito de Coto Brus, provincia de Puntarenas.